# Enipeu

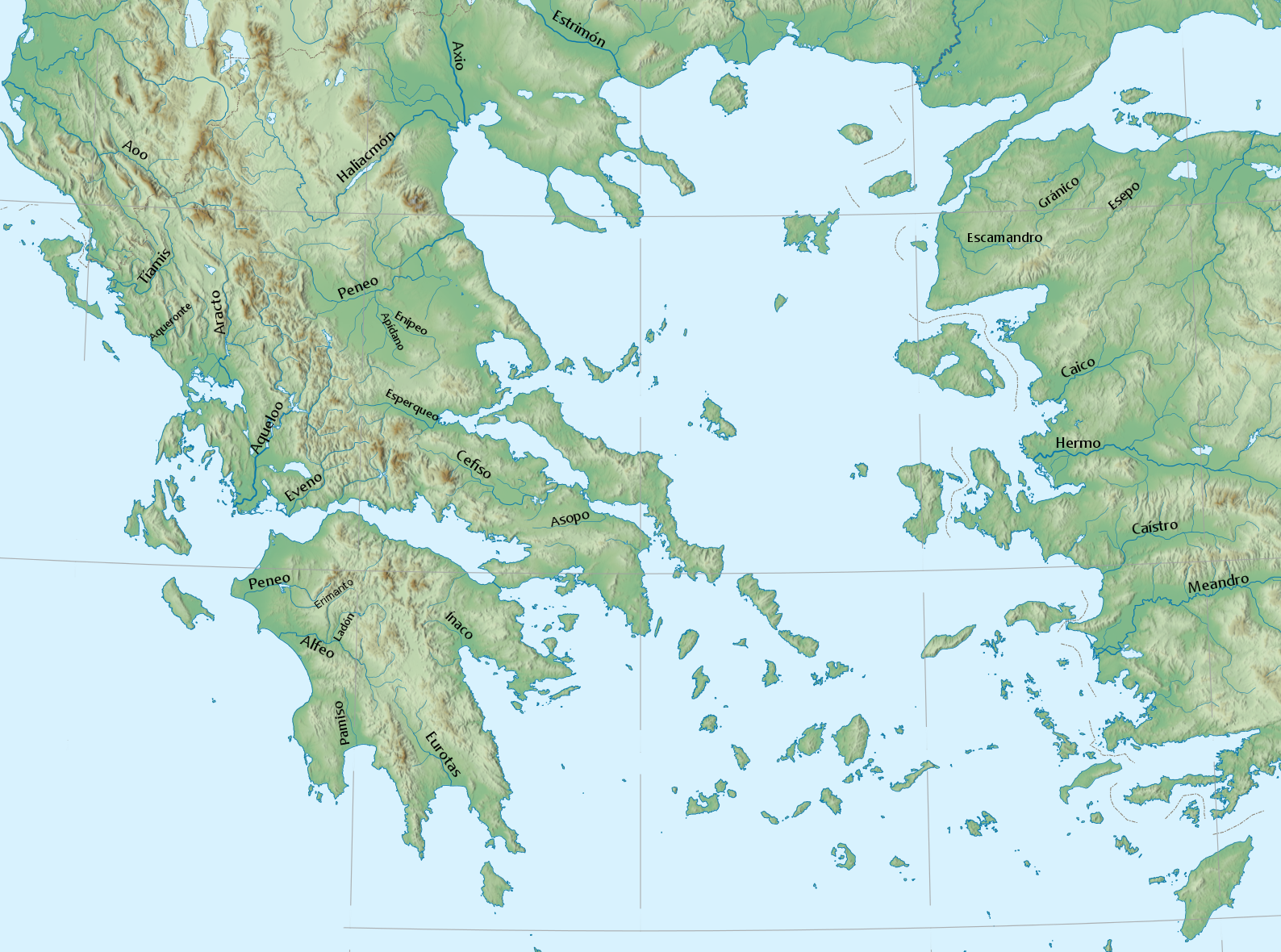
Rius de l'antiga Grècia.

Segons la mitologia grega, Enipeu (en grec antic: Ενιπεύς), va ser un déu fluvial, fill d'Oceà i de Tetis. El seu curs travessa la Ftiòtida, a la Tessàlia.
La princesa Tiro, filla de Salmoneu i d'Alcídice, que segons Diodor de Sicília era d'una bellesa extraordinària, es va enamorar d'aquest déu, però Posidó, alhora enamorat de Tiro, el va suplantar prenent el seu aspecte i va engendrar amb ella dos bessons, Pèlias i Neleu.